# 747 v.Chr.
Het jaar 747 v.Chr. is een jaartal volgens de christelijke jaartelling.

## Gebeurtenissen

### Egypte
- Koning Piye (747 - 716 v.Chr.) de tweede farao van de 25e dynastie van Egypte.
- Piye begint vanuit Koesj (in het huidige Soedan) met de verovering van Opper-Egypte.

### Israël
- Koning Jerobeam II zorgt voor vrede en welvaart in het koninkrijk Israël.

### Assyrië
- De Assyrische kalender wordt gebaseerd op een cyclus van 19 jaar, met een schrikkelmaand.
- De nieuwe kalender wordt zo ingedeeld om het nieuwjaar in de buurt van het lentepunt houden.

### Babylonië
- Nabonassar bestijgt de troon. Het land is tamelijk chaotisch, met name door toedoen van de Chaldese en Aramese stammen die het land onveilig maken.[1]
- Invoering van de negentienjarige maancyclus.

## Overleden
- Kashta, farao van Egypte